# لويز لومبارد
لويز لومبارد (بالإنجليزية: Louise Lombard)‏ مواليد 13 سبتمبر 1970 في لندن، إنجلترا، المملكة المتحدة، هي ممثلة إنجليزية بدأت مسيرتها الفنية عام 1988.

## الأعمال

### أفلام
- هيدالغو

## روابط خارجية
- لويز لومبارد على موقع IMDb (الإنجليزية)
- لويز لومبارد على موقع ألو سيني (الفرنسية)
- لويز لومبارد على موقع أول موفي (الإنجليزية)
- لويز لومبارد على موقع قاعدة بيانات الأفلام السويدية (السويدية)
- لويز لومبارد على موقع إن إن دي بي (الإنجليزية)
- لويز لومبارد على موقع قاعدة بيانات الفيلم (الإنجليزية)
- لويز لومبارد على موقع كينوبويسك (الروسية)